# Шатуны (Ельский район)
Шатуны (бел. Шатуны) — деревня в Засинцевском сельсовете Ельского района Гомельской области Белоруссии.

## География

### Расположение
В 45 км на юго-запад от Ельска, в 27 км от железнодорожной станции Словечно (на линии Калинковичи — Овруч), в 220 км от Гомеля.

## Гидрография
На реке Ясинец (приток реки Словечна).

## Транспортная сеть
Транспортные связи по просёлочной, затем автомобильной дороге Скородное — Ельск. Застройка деревянная, усадебного типа.

## История
По письменным источникам известна с XIX века как хутор в Мозырском уезде Минской губернии. В 1879 году упоминается как селение Скороднянского церковного прихода. Согласно переписи 1897 года в Скороднянской волости. В 1931 году жители вступили в колхоз. В 1959 году в составе колхоза «Путь Ленина» (центр — деревня Засинцы).

## Население

### Численность
- 2000 год — 2 хозяйства, 4 жителя.

### Динамика
- 1897 год — 3 двора, 29 жителей (согласно переписи).
- 1924 год — 6 дворов, 30 жителей.
- 1959 год — 31 житель (согласно переписи).
- 2000 год — 2 хозяйства, 4 жителя.